# Sleeping with the Past Tour
Die Sleeping with the Past Tour war eine Konzerttournee des britischen Sängers und Pianisten Elton John zur Unterstützung seines 1989 veröffentlichten und namensgebenden Studioalbums Sleeping with the Past.

## Hintergrund
Die Sleeping with the Past Tour startete am 28. Juli 1989 in Hartford und endete am 20. Mai 1990 in Atlantic City. Sie umfasste 73 Auftritte, lediglich beschränkt auf Nordamerika, Australien und Neuseeland. Europa und somit auch Johns Heimatland Großbritannien gingen hierbei leer aus, obwohl Sleeping with the Past ironischerweise zu seinem meistverkauften Studioalbum im Vereinigten Königreich avancierte, dort zudem mit 3-fachem Platin ausgezeichnet wurde und ihm mit der Doppel-A-Seiten-Single Sacrifice/Healing Hands seinen ersten Solo-Nummer-eins-Hit in seinem Heimatland einbrachte.
Ein weiterer ungewöhnlicher Schachzug seitens Elton John war, dass die Tournee zu Sleeping with the Past bereits Ende Juli 1989 begann, das zu bewerbende Album jedoch erst Anfang September des gleichen Jahres erschien und somit das US-amerikanische Publikum auf dem ersten Tourabschnitt dieses Material zum ersten Mal hörte.
Für zusätzliches Aufsehen sorgte John beim Abschlusskonzert des zweiten Tourabschnitts in New Haven am 18. Oktober 1989, da er für seine Verhältnisse kaum mit dem Publikum zwischen den Stücken kommunizierte und auch sie Stücke selbst recht zügig abspulte. Vor den Zugaben verkündete er, dass er kein Material vom neuen Album spielen werde, da sein amerikanisches Plattenlabel MCA es nicht zufriedenstellend promoten würde.
Auf dem Programm der drei Abschlusskonzerte in Atlantic City im Mai 1990 stand die Premiere des Stücks Made for Me, einem von vier neuen Liedern, die John für sein damals angekündigtes Boxset To Be Continued… aufgenommen hatte. Neu bei dieser Tournee war auch ein zweiminütiges Show-Intro, konzipiert und aufgenommen von Davey Johnstone und Guy Babylon, das gespielt wurde, als die Band die Bühne betrat. Es verwendete ein alternatives Arrangement von Bennie and the Jets, um diesen ersten Song der Show einzuleiten. Diese Technik wurde bei mehreren nachfolgenden Tourneen von Elton John & Band verwendet und je nach gewähltem Song als Opener des Sets geändert.
Im Anschluss an die Sleeping with the Past Tour trat Elton John am 30. Juni 1990 gemeinsam mit Eric Clapton und Mark Knopfler beim Silver Clef Festival in Knebworth auf und begab sich hinterher in eine Entzugsklinik in Chicago, um seine während der Tournee rückfällig gewordenen Drogen- und Alkoholprobleme in den Griff zu bekommen. Abgesehen von wenigen Gastauftritten (u. a. beim Freddie Mercury Tribute Concert) nahm er seine Konzertkarriere erst 1992 nach Veröffentlichung seines Albums The One wieder auf.

## Setlist

### Beispiel-Setlist
- Bennie and the Jets
- Island Girl
- Harmony
- Tiny Dancer
- Sleeping with the Past
- The Bitch Is Back
- I Guess That’s Why They Call It the Blues
- Made for Me (nur am 18., 19. und 20. Mai 1990)
- Mona Lisas and Mad Hatters (Parts 1 & 2)
- Funeral for a Friend/Love Lies Bleeding
- Sorry Seems to Be the Hardest Word
- Daniel
- Candle in the Wind
- Sacrifice
- Blue Eyes
- Philadelphia Freedom
- Burn Down the Mission
- Come Down in Time
- Healing Hands
- Levon
- Stones Throw From Hurtin’
- Kiss the Bride
- Sad Songs (Say So Much)
- Don’t Let the Sun Go Down on Me
- I Don’t Wanna Go on with You Like That
- Saturday Night’s Alright (for Fighting)
- I’m Still Standing
- Rocket Man

## Tourdaten
| Nr.                 | Datum               | Stadt               | Land                | Veranstaltungsort                          |
| Leg 1 – Nordamerika | Leg 1 – Nordamerika | Leg 1 – Nordamerika | Leg 1 – Nordamerika | Leg 1 – Nordamerika                        |
| ------------------- | ------------------- | ------------------- | ------------------- | ------------------------------------------ |
| 1                   | 28. Juli 1989       | Hartford            | Vereinigte Staaten  | Civic Center                               |
| 2                   | 29. Juli 1989       | Providence          | Vereinigte Staaten  | Civic Center                               |
| 3                   | 30. Juli 1989       | Saratoga Springs    | Vereinigte Staaten  | Saratoga Performing Arts Center            |
| 4                   | 1. August 1989      | Mansfield           | Vereinigte Staaten  | Great Woods Center for the Performing Arts |
| 5                   | 2. August 1989      | Mansfield           | Vereinigte Staaten  | Great Woods Center for the Performing Arts |
| 6                   | 4. August 1989      | East Rutherford     | Vereinigte Staaten  | Brendan Byrne Arena                        |
| 7                   | 6. August 1989      | East Rutherford     | Vereinigte Staaten  | Brendan Byrne Arena                        |
| 8                   | 7. August 1989      | East Rutherford     | Vereinigte Staaten  | Brendan Byrne Arena                        |
| 9                   | 9. August 1989      | New Orleans         | Vereinigte Staaten  | Lakefront Arena                            |
| 10                  | 10. August 1989     | Houston             | Vereinigte Staaten  | The Summit                                 |
| 11                  | 11. August 1989     | Dallas              | Vereinigte Staaten  | Coca-Cola Starplex Amphitheatre            |
| 12                  | 12. August 1989     | Bonner Springs      | Vereinigte Staaten  | Sandstone Center for the Performing Arts   |
| 13                  | 15. August 1989     | Inglewood           | Vereinigte Staaten  | Great Western Forum                        |
| 14                  | 17. August 1989     | Inglewood           | Vereinigte Staaten  | Great Western Forum                        |
| 15                  | 18. August 1989     | Inglewood           | Vereinigte Staaten  | Great Western Forum                        |
| 16                  | 19. August 1989     | Costa Mesa          | Vereinigte Staaten  | Pacific Amphitheatre                       |
| 17                  | 20. August 1989     | Mountain View       | Vereinigte Staaten  | Shoreline Amphitheatre                     |
| 18                  | 22. August 1989     | Greenwood Village   | Vereinigte Staaten  | Fiddler’s Green Amphitheatre               |
| 19                  | 26. August 1989     | Hoffman Estates     | Vereinigte Staaten  | Poplar Creek Music Theater                 |
| 20                  | 27. August 1989     | Hoffman Estates     | Vereinigte Staaten  | Poplar Creek Music Theater                 |
| 21                  | 29. August 1989     | Cuyahoga Falls      | Vereinigte Staaten  | Blossom Music Center                       |
| 22                  | 30. August 1989     | Noblesville         | Vereinigte Staaten  | Deer Creek Music Center                    |
| 23                  | 1. September 1989   | Clarkston           | Vereinigte Staaten  | Pine Knob Music Theatre                    |
| 24                  | 2. September 1989   | Clarkston           | Vereinigte Staaten  | Pine Knob Music Theatre                    |
| 25                  | 3. September 1989   | Clarkston           | Vereinigte Staaten  | Pine Knob Music Theatre                    |
| Leg 2 – Nordamerika |                     |                     |                     |                                            |
| 26                  | 12. September 1989  | Cincinnati          | Vereinigte Staaten  | Riverbend Music Center                     |
| 27                  | 13. September 1989  | Cincinnati          | Vereinigte Staaten  | Riverbend Music Center                     |
| 28                  | 15. September 1989  | Nashville           | Vereinigte Staaten  | Starwood Amphitheatre                      |
| 29                  | 16. September 1989  | Atlanta             | Vereinigte Staaten  | Coca-Cola Lakewood Amphitheatre            |
| 30                  | 17. September 1989  | Atlanta             | Vereinigte Staaten  | Coca-Cola Lakewood Amphitheatre            |
| 31                  | 19. September 1989  | Pittsburgh          | Vereinigte Staaten  | Civic Arena                                |
| 32                  | 23. September 1989  | Chapel Hill         | Vereinigte Staaten  | Dean E. Smith Center                       |
| 33                  | 25. September 1989  | Montréal            | Kanada              | Forum                                      |
| 34                  | 26. September 1989  | Montréal            | Kanada              | Forum                                      |
| 35                  | 27. September 1989  | Toronto             | Kanada              | SkyDome                                    |
| 36                  | 30. September 1989  | Philadelphia        | Vereinigte Staaten  | Spectrum                                   |
| 37                  | 1. Oktober 1989     | Philadelphia        | Vereinigte Staaten  | Spectrum                                   |
| 38                  | 3. Oktober 1989     | New York City       | Vereinigte Staaten  | Madison Square Garden                      |
| 39                  | 4. Oktober 1989     | New York City       | Vereinigte Staaten  | Madison Square Garden                      |
| 40                  | 5. Oktober 1989     | New York City       | Vereinigte Staaten  | Madison Square Garden                      |
| 41                  | 6. Oktober 1989     | New York City       | Vereinigte Staaten  | Madison Square Garden                      |
| 42                  | 7. Oktober 1989     | New York City       | Vereinigte Staaten  | Madison Square Garden                      |
| 43                  | 13. Oktober 1989    | Miami               | Vereinigte Staaten  | Miami Arena                                |
| 44                  | 15. Oktober 1989    | Orlando             | Vereinigte Staaten  | Orlando Arena                              |
| 45                  | 16. Oktober 1989    | Charlotte           | Vereinigte Staaten  | Coliseum                                   |
| 46                  | 17. Oktober 1989    | Landover            | Vereinigte Staaten  | Capital Center                             |
| 47                  | 18. Oktober 1989    | New Haven           | Vereinigte Staaten  | Veterans Memorial Coliseum                 |
| Leg 3 – Ozeanien    |                     |                     |                     |                                            |
| 48                  | 27. Januar 1990     | Perth               | Australien          | Entertainment Centre                       |
| 49                  | 28. Januar 1990     | Perth               | Australien          | Entertainment Centre                       |
| 50                  | 29. Januar 1990     | Perth               | Australien          | Entertainment Centre                       |
| 51                  | 1. Februar 1990     | Melbourne           | Australien          | National Tennis Centre                     |
| 52                  | 2. Februar 1990     | Melbourne           | Australien          | National Tennis Centre                     |
| 53                  | 3. Februar 1990     | Melbourne           | Australien          | National Tennis Centre                     |
| 54                  | 5. Februar 1990     | Hobart              | Australien          | Derwent Entertainment Centre               |
| 55                  | 6. Februar 1990     | Hobart              | Australien          | Derwent Entertainment Centre               |
| 56                  | 7. Februar 1990     | Hobart              | Australien          | Derwent Entertainment Centre               |
| 57                  | 10. Februar 1990    | Adelaide            | Australien          | Memorial Drive Park                        |
| 58                  | 11. Februar 1990    | Adelaide            | Australien          | Memorial Drive Park                        |
| 59                  | 14. Februar 1990    | Brisbane            | Australien          | Entertainment Centre                       |
| 60                  | 15. Februar 1990    | Brisbane            | Australien          | Entertainment Centre                       |
| 61                  | 17. Februar 1990    | Sydney              | Australien          | Entertainment Centre                       |
| 62                  | 18. Februar 1990    | Sydney              | Australien          | Entertainment Centre                       |
| 63                  | 20. Februar 1990    | Sydney              | Australien          | Entertainment Centre                       |
| 64                  | 21. Februar 1990    | Sydney              | Australien          | Entertainment Centre                       |
| 65                  | 23. Februar 1990    | Sydney              | Australien          | Entertainment Centre                       |
| 66                  | 24. Februar 1990    | Sydney              | Australien          | Entertainment Centre                       |
| 67                  | 25. Februar 1990    | Sydney              | Australien          | Entertainment Centre                       |
| 68                  | 28. Februar 1990    | Christchurch        | Neuseeland          | Addington Showgrounds                      |
| 69                  | 1. März 1990        | Auckland            | Neuseeland          | Mount Smart Stadium                        |
| 70                  | 3. März 1990        | Auckland            | Neuseeland          | Mount Smart Stadium                        |
| Leg 4 – Nordamerika |                     |                     |                     |                                            |
| 71                  | 18. Mai 1990        | Atlantic City       | Vereinigte Staaten  | Etess Arena                                |
| 72                  | 19. Mai 1990        | Atlantic City       | Vereinigte Staaten  | Etess Arena                                |
| 73                  | 20. Mai 1990        | Atlantic City       | Vereinigte Staaten  | Etess Arena                                |

## Band
- Elton John: Gesang, Roland RD-1000 digital piano
- Davey Johnstone: Gitarre
- Romeo Williams: Bass
- Fred Mandel: Keyboards, Gitarre
- Guy Babylon: Keyboards
- Jonathan Moffett: Schlagzeug (nur 1989)
- Charlie Morgan: Schlagzeug (nur 1990)
- Mortonette Jenkins: Hintergrundgesang
- Marlena Jeter: Hintergrundgesang
- Natalie Jackson: Hintergrundgesang